# Criptocristalino
Criptocristalino (do grego κρυπτός, «escondido», e κρυστάλλινος, «cristalino») é a designação dada a materiais, especialmente rochas, cuja microestrutura é constituída por cristais tão minúsculos que a sua natureza cristalina é apenas vagamente revelada, mesmo microscopicamente, em secção fina por luz polarizada transmitida.  
Entre as rochas sedimentares, o cherte e o sílex são criptocristalinos. O carbonado, uma forma de diamante, é também criptocristalino. As rochas vulcânicas, especialmente as do tipo félsico, como o felsito e o riolito, podem ter uma matriz criptocristalina, que se distingue da obsidiana pura (félsica) ou do taquilito (máfico), que são rochas naturais vítreas. A ágata e o ónix são exemplos de sílica criptocristalina (calcedónia).